# Bump Heldman
Bump Heldman (1988) è un ex sciatore alpino statunitense.

## Biografia
Attivo in gare FIS dal dicembre del 2003, in Nor-Am Cup Heldman esordì il 7 dicembre 2006 a Lake Louise in discesa libera (35º), ottenne il miglior piazzamento il 6 febbraio 2007 ad Apex in supercombinata (4º) e prese per l'ultima volta il via il 5 gennaio 2010 a Sunday River in slalom speciale, senza completare la gara. Si ritirò durante la stagione 2011-2012 e la sua ultima gara fu uno slalom speciale universitario disputato il 18 febbraio a Jiminy Peak, non completato da Heldman; in carriera non debuttò in Coppa del Mondo né prese parte a rassegne olimpiche o iridate.

## Palmarès

### Nor-Am Cup
- Miglior piazzamento in classifica generale: 29º nel 2007